# Neolampedusa obliquator
Neolampedusa obliquator là một loài bọ cánh cứng trong họ Cerambycidae.